# Nerf dorsal du pénis
Le nerf dorsal du pénis (ou nerf dorsal de la verge) est un nerf sensitif du pelvis de l'homme.

## Origine
Le nerf dorsal du pénis est une branche terminale du nerf pudendal.

## Trajet
Le nerf dorsal du pénis longe la face médiale de la branche ischio-pubienne de l'os coxal dans le canal pudendal accompagné de l'artère pudendale interne.
Il s'étend ensuite vers l'avant le long du bord de la branche inférieure du pubis, entre les couches supérieure et inférieure du fascia du diaphragme urogénital.
En perforant la couche inférieure, ce nerf donne une branche au corps caverneux du pénis. Il passe en avant, en compagnie de l'artère dorsale du pénis, entre les couches du ligament suspenseur du pénis puis chemine sur le dos du pénis pour se terminer finalement sur le gland du pénis.

## Innervation
Le nerf dorsal du pénis innerve la peau du pénis, son corps caverneux et le gland.

## Remarque
L'équivalent de ce nerf est chez la femme le nerf dorsal du clitoris.